# Linnaemya nigrescens
Linnaemya nigrescens là một loài ruồi trong họ Tachinidae.